# Teen Choice Awards 1999
Teen Choice Awards 1999 — церемония награждения премией Teen Choice Awards в 1999 году.

## Победители и номинанты
| Фильм: Лучший актёр | Фильм: Лучшая актриса |
| --- | --- |
| - Фредди Принц-младший – «Это всё она» в роли Зака Сайлера - Бен Аффлек – «Армагеддон» в роли Эй Джей Фроста - Мэтт Деймон – «Шулера» в роли Майка Макдермота - Райан Филлипп – «Жестокие игры» в роли Себастьяна Вальмонта - Джованни Рибизи – «Отряд „Стиляги“» в роли Пита Кокрана - Адам Сэндлер – «Маменькин сыночек» в роли Бобби Бушера - Уилл Смит – «Враг государства» в роли Роберта Клейтона Дина - Бен Стиллер – «Все без ума от Мэри» в роли Тэда Строуманна | - Дженнифер Лав Хьюитт – «Я всё ещё знаю, что вы сделали прошлым летом» в роли Джулии Джеймс - Дрю Бэрримор – «Нецелованная» в роли Джози Геллер - Клэр Дэйнс – «Отряд „Стиляги“» в роли Джулии Барнс - Камерон Диас – «Все без ума от Мэри» в роли Мэри Дженсен - Кирстен Данст – «Убийственные красотки» в роли Эмбер Эткинс - Гвинет Пэлтроу – «Влюблённый Шекспир» в роли Виола де Лессепс - Кристина Риччи – «Противоположность секса» в роли Деди Трюитт - Риз Уизерспун – «Жестокие игры» в роли Аннетт Хэнгроув |
| Фильм: Лучшая драма | Фильм: Лучшая комедия |
| - «Жестокие игры» - «Враг государства» - «История вечной любви» - «Октябрьское небо» - «Плезантвиль» - «Звёздные войны. Эпизод I: Скрытая угроза» - «Мачеха» - «Студенческая команда» | - «Все без ума от Мэри» - «10 причин моей ненависти» - «Выскочка» - «Нецелованная» - «Целитель Адамс» - «Влюблённый Шекспир» - «Это всё она» - «Маменькин сыночек» |
| Фильм: Лучший злодей | Фильм: Прорыв |
| - Сара Мишель Геллар – «Жестокие игры» в роли Кэтрин Мёртей - Крис Купер – «Октябрьское небо» в роли Джоан Хикэма - Джозеф Гордон-Левитт – «10 причин моей ненависти» в роли Кэмерона Джеймса - Анжелика Хьюстон – «История вечной любви» в роли Баронессы Родмилы Де Гент - Майк Майерс – «Остин Пауэрс: Шпион, который меня соблазнил» в роли Доктора Зло - Рэй Парк – «Звёздные войны. Эпизод I: Скрытая угроза» в роли Дарта Мола - Райан Филлипп – «Жестокие игры» в роли Себастьяна Вальмонта - Мэттью Сеттл – «Я всё ещё знаю, что вы сделали прошлым летом» в роли Уилла Бенсона | - Джеймс Ван Дер Бик – «Студенческая команда» в роли Джонатана Моксона - Клеа Дюваль – «Факультет» в роли Стокли Митчелл - Джейк Джилленхол – «Октябрьское небо» в роли Хомера Хикэма - Наташа Лионн – «Трущобы Беверли Хиллз» в роли Вивиан Абромовитц - Сара Полли – «Экстази» в роли Ронны Мартин - Джейсон Шварцман – «Академия Рашмор» в роли Макса Фишера - Дугрей Скотт – «История вечной любви» в роли принца Анри - Джулия Стайлз – «10 причин моей ненависти» в роли Катарины Стрэтфорд                       |
| Фильм: Лучшая сцена ярости | Фильм: Лучший саундтрек |
| - Сандра Буллок – «Силы природы» - Леонардо Дикаприо – «Знаменитость» - Джозеф Гордон-Левитт – «10 причин моей ненависти» - Лиза Кудроу – «Противоположность секса» - Юэн Макгрегор – «Звёздные войны. Эпизод I: Скрытая угроза» - Райан Филлипп – «Жестокие игры» - Джейсон Шварцман – «Академия Рашмор» - Риз Уизерспун – «Выскочка» | - «Город ангелов» - «10 причин моей ненависти» - «Булворт» - «Коррупционер» - «Жестокие игры» - «Факультет» - «Карапузы» - «Студенческая команда» |
| Фильм: Самая весёлая сцена | Фильм: Самая отвратительная сцена |
| - Мэтт Диллон и Камерон Диас – «Все без ума от Мэри» - Джейсон Биггз – «Американский пирог» - Сэт Грин, Майк Майерс и Верн Тройер – «Остин Пауэрс: Шпион, который меня соблазнил» - Наташа Лионн и Мариса Томей – «Трущобы Беверли Хиллз» - Джей Мор и Скотт Вульф – «Экстази» - Дэвид Крамхолц – «10 причин моей ненависти» - Робин Уилльямс – «Целитель Адамс» - Риз Уизерспун, Джоан Аллен – «Плезантвиль» | - Камерон Диас – «Все без ума от Мэри» - Лора Харрис – «Факультет» - Николь Кидман – «С широко закрытыми глазами» - Дженнифер Лав Хьюитт – «Я всё ещё знаю, что вы сделали прошлым летом» - Киану Ривз – «Матрица» - Девон Сава – «Рука-убийца» - Патрисия Веласкес и Арнольд Вослу – «Мумия» - Генри Уинклер – «Маменькин сыночек» |
| Фильм: Лучшая любовная сцена | Фильм: Лучший фильм лета |
| - Фредди Принц-младший и Рэйчел Ли Кук – «Это всё она» - Дрю Бэрримор и Майкл Вартан – «Нецелованная» - Элизабет Хёрли и Мэттью Макконахи – «Эд из телевизора» - Николь Кидман и Том Круз – «С широко закрытыми глазами» - Гвинет Пэлтроу и Джозеф Файнс – «Влюблённый Шекспир» - Джулия Робертс и Хью Грант – «Ноттинг-Хилл» - Джулия Стайлз и Хит Леджер – «10 причин моей ненависти» - Риз Уизерспун и Райан Филлипп – «Жестокие игры» | - «Большой папа» - «Американский пирог» - «Остин Пауэрс: Шпион, который меня соблазнил» - «Убийственные красотки» - «Ноттинг-Хилл» - «Звёздные войны. Эпизод I: Скрытая угроза» - «Тарзан» - «Дикий, дикий Запад» |

### ТВ – Лучший актер
- Джошуа Джексон – Бухта Доусона

### ТВ – Лучшая актриса
- Сара Мишель Геллар – Баффи — истребительница вампиров
- Кэтти Холмс – Бухта Доусона
- Keri Russell – Felicity
- Дженнифер Лав Хьюитт – Вечеринка на пятерых

ТВ – Лучшая комедия
- Друзья

### ТВ – Breakout Performance
- Кэрри Рассел – Фелисити

### ТВ – Лучшая комедия
- Бухта Доусона
- Седьмое небо
- Баффи — истребительница вампиров
- Вечеринка на пятерых